# Jörg Schröder

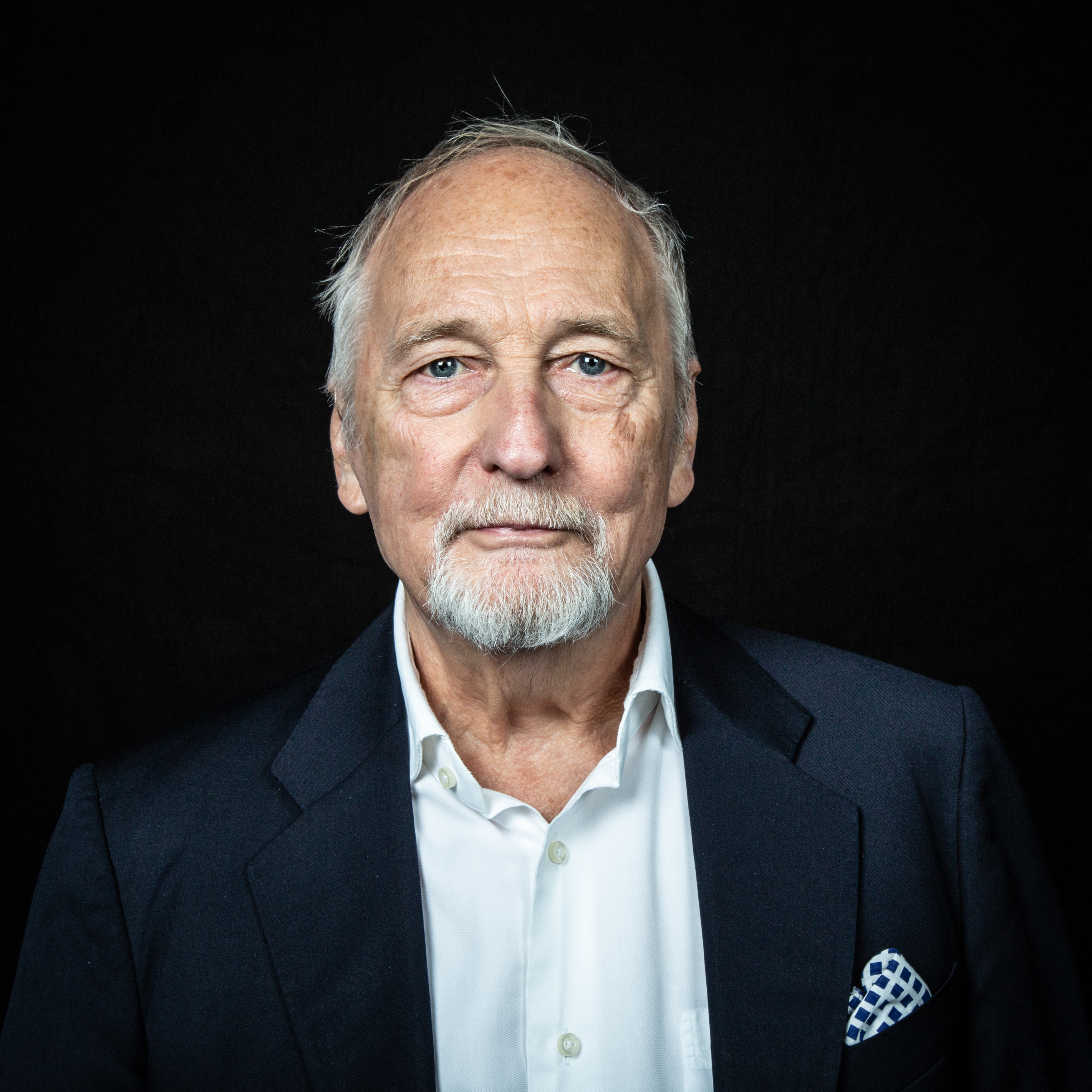
Jörg Schröder auf der Frankfurter Buchmesse 2018

Jörg Walter Paul Schröder (* 24. Oktober 1938 in Berlin; † 13. Juni 2020 ebenda), der auch die Pseudonyme Walter Paul und Hari Beaux benutzte, war ein deutscher Verleger, Schriftsteller, Buchgestalter und Grafikdesigner.

## Leben und Wirken

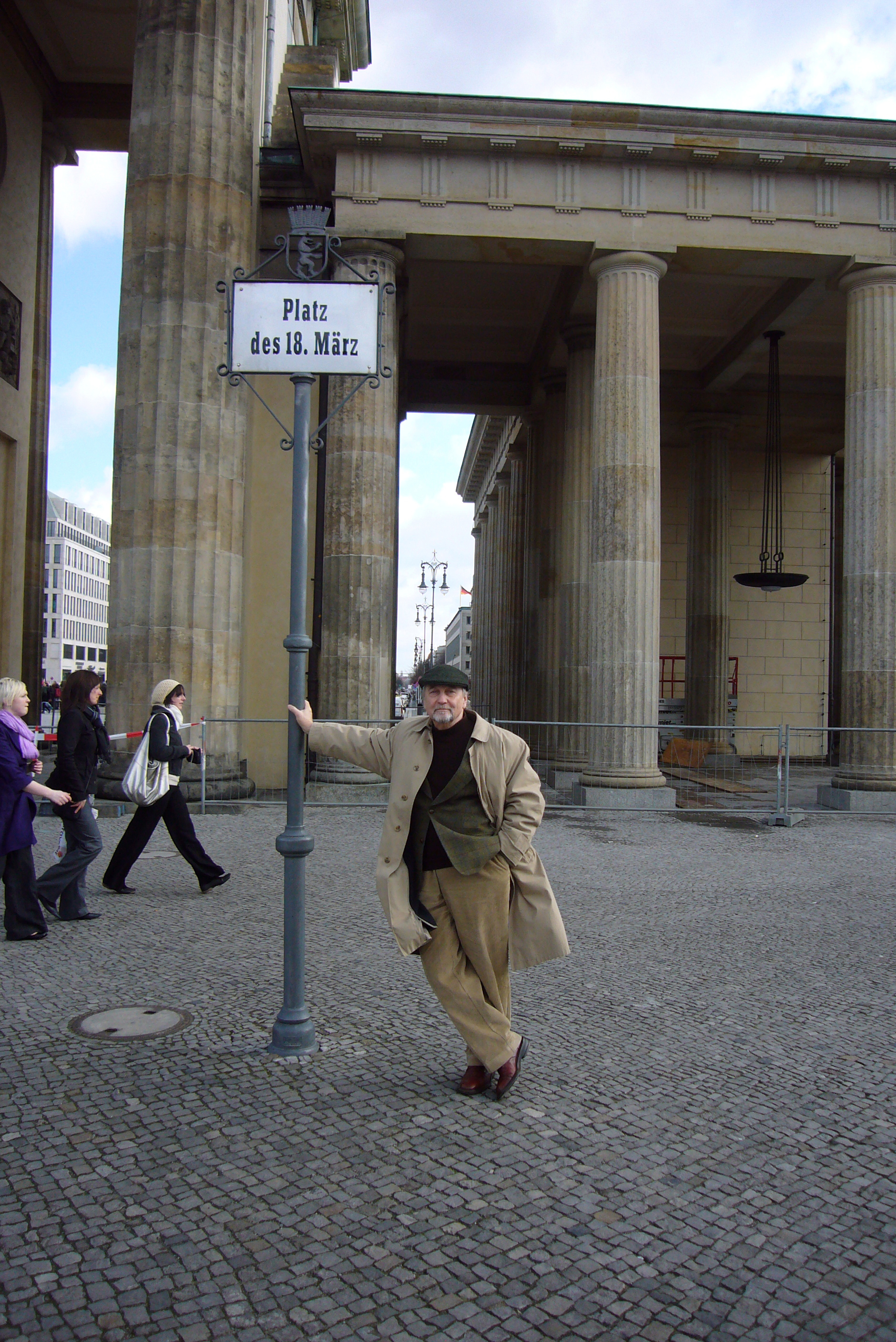
Jörg Schröder am Platz des 18. März in Berlin, 2009

Jörg Schröder wuchs in Berlin-Niederschönhausen auf. Seine Mutter trennte sich nach dem Ende des Zweiten Weltkrieges von ihrem Ehemann und versuchte, in die USA auszuwandern. 1948 ging die Familie aus Berlin fort, aber die Auswanderung scheiterte und sie lebten zunächst in Rinteln an der Weser. Jörg Schröder ging dort zur Oberschule für Jungen, bis er zur neuen Familie seines Vaters nach Bonn zog. Er besuchte das Ernst-Moritz-Arndt-Gymnasium (II), das er vor dem Abitur verließ. Er wurde Buchhandelslehrling in der Schrobsdorff’schen Buchhandlung an der Kö in Düsseldorf.

### Melzer Verlag
Schröder arbeitete danach als Werbeassistent im Westdeutschen Verlag in Opladen und in der Werbeagentur Dr. Lorenz & Bogo in Bensberg-Refrath. Von 1962 bis 1964 war er Leiter der Werbe- und Presseabteilung bei Kiepenheuer & Witsch in Köln. Er erarbeitete sich Kenntnisse als Grafiker und Typograf. 1965 trat Schröder in den Melzer Verlag in Darmstadt ein und sanierte den u. a. wegen einer unverkäuflichen Ludwig-Börne-Ausgabe (1964/'68) überschuldeten Verlag. Tätig war er als Verlagschef, Lektor, Hersteller, Vertriebs- und Werbemann in einer Person. Schröder erweiterte das auf Judaica spezialisierte Verlagsprogramm um Belletristik und politisches Sachbuch. Er veröffentlichte Victor Klemperers Lingua Tertii Imperii und junge deutsche Autoren wie Bazon Brock, Peter O. Chotjewitz und Gunter Rambow oder Dieter Hülsmanns, einige Bücher von Leroi Jones, Jack Kerouac, Michael Rumaker und die Beat- und Underground-Lyrik-Anthologie Fuck You. Schröder schätzte niederländische Autoren wie Andreas Burnier, Jan Cremer, Esteban López, W. F. Hermans, Hugo Raes oder Jeroen Brouwers und gab revolutionäre Texte von Fidel Castro und Che Guevara heraus. Der kommerzielle Erfolg war der sadomasochistische Roman Die Geschichte der O, von der Melzer als gebundenes Buch mehr als 100.000 Exemplare verkaufte.
1968 plante Schröder, eine deutsche Olympia Press zu gründen. Er akquirierte die Titel des New Yorker Verlages von Maurice Girodias. Im März 1969 kam es zu Auseinandersetzungen mit Joseph Melzer, der (nach Schröders Darstellung in Siegfried) ältere Zusagen zurücknahm und den Verlagsleiter Jörg Schröder weder am Verlag noch am Umsatz beteiligen und auch keine deutsche Olympia Press verlegen wollte. Schröder wurde fristlos gekündigt, ebenso den Angestellten, die sich mit ihm solidarisiert hatten. Auch Schröders Autoren wechselten – bis auf Ausnahmen – zum März Verlag.

### März Verlag
Im März 1969 gründete Jörg Schröder daher als Komplementär mit den ehemaligen Angestellten des Melzer Verlags – Peter Beitlich (Vertrieb), Anne Hansal (Sekretariat) und Adolf Heinzlmeier (Herstellung) als Kommanditisten sowie später Karl Dietrich Wolff (politisches Lektorat) – die März Verlag Jörg Schröder KG in Darmstadt sowie etwas später die Olympia Press GmbH. Die meisten Autoren waren von Melzer zum März Verlag gewechselt. Jörg Schröder hatte mit Zustimmung von Maurice Girodias die deutsche Olympia Press gegründet, für die er ein neues Erscheinungsbild entworfen hatte. Den März-Auftritt mit dem gelb-rot-schwarzen Corporate Design entwarf Schröder selbst.
Als „denkwürdigsten und wichtigsten März-Titel“ bezeichnete Schröder in späteren Jahren das Aufklärungsbuch Sexfront von Günter Amendt, „weil es eine ganze Generation glücklicher machte.“ Man hatte sich auf einen besonders niedrigen Verkaufspreis geeinigt, und Schröder ging bei 400.000 Exemplaren von zwei Millionen Lesern aus. Auch seien Amendts Botschaften „der autonomen Verantwortung im Sexuellen, der Integration von Sexualität und Zärtlichkeit, der sexuellen Gleichheit von Mann und Frau“ vielfach durch die Medien multipliziert worden.
Ökonomisch wurde die Gründung und Finanzierung von März und Olympia Press durch die hohen Auflagen der Olympia-Press-Erotica ermöglicht, die auch mit ihrem späteren, überwiegend pornographischen Programm in Deutschland bei der Kritik von ihrem Ruf als Verlag verfemter Autoren wie Samuel Beckett, Henry Miller, William S. Burroughs, Jean Genet und Vladimir Nabokov profitieren konnte. Inhaltlich war das März-Programm vor allem der „Originalität, de[m] künstlerische[n] Instinkt und ganz und gar undogmatische[n] Geist“ des Verlegers Jörg Schröder zu verdanken. KD Wolff war Verlagslektor von 1969 bis 1970, Ralf-Rainer Rygulla von 1969 bis 1971.

Weil ein vorgesehenes Mitbestimmungsmodell nicht funktionierte, schieden 1971 alle wichtigen und am Verlag beteiligten Kommanditisten (Peter Beitlich, Anne Hansal, Adolf Heinzlmeier und Karl Dietrich Wolff) mit Abfindungen aus dem Verlag aus. 1973 war der erste März Verlag am Ende. Als Schröder auch die Zusammenarbeit mit Maurice Girodias aufkündigte (Schröder erzählt) und ihm nach einem Rechtsstreit die Rechte an der Olympia Press zurückgeben musste, war der Konkurs unvermeidlich. Schröder musste Konkurs anmelden und haftete mit seinem gesamten Vermögen. Diese erste Phase des März Verlags endete 1973.

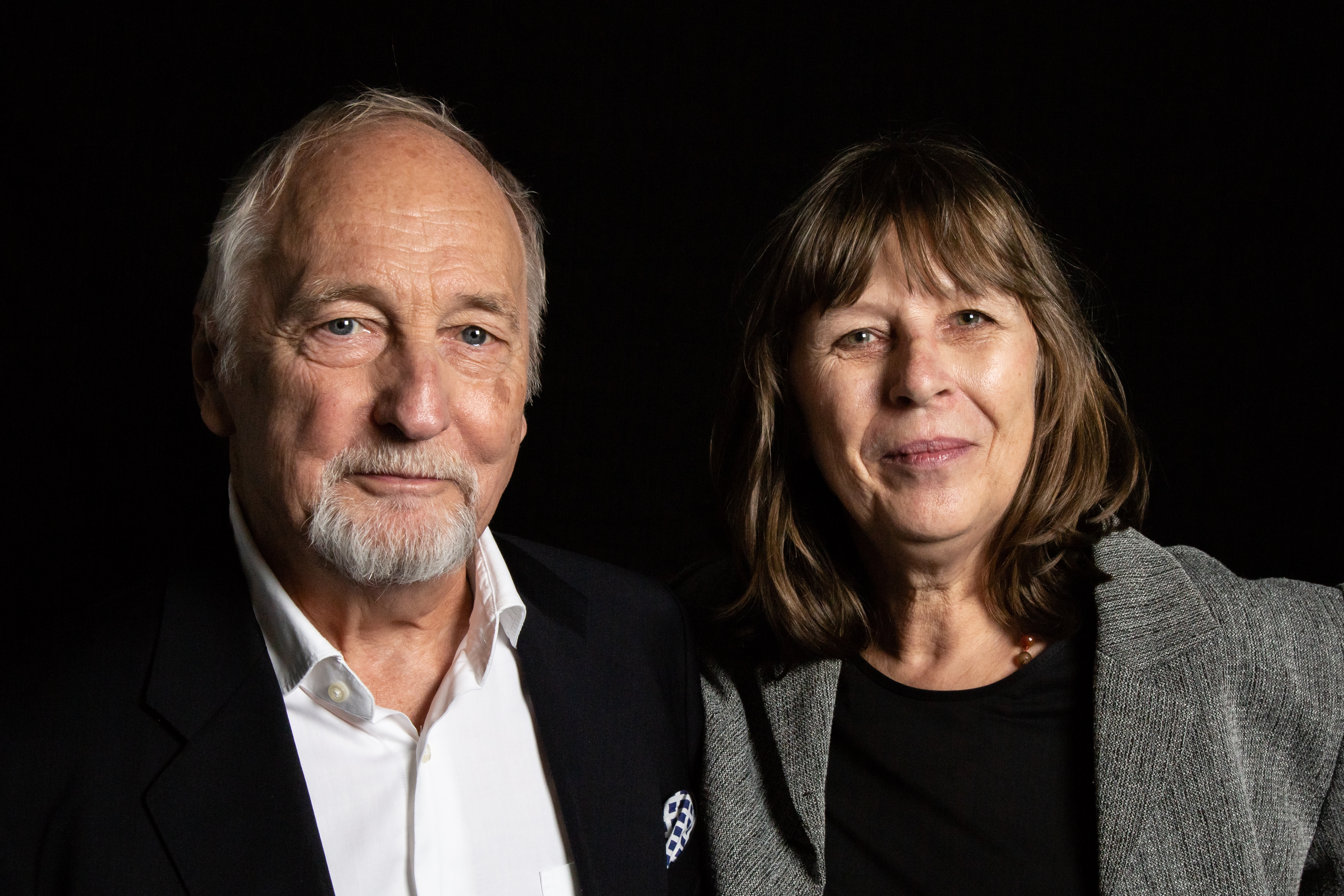
Jörg Schröder und Barbara Kalender auf der Buchmesse in Frankfurt 2018

### Neuer März Verlag und Blogger
1974 wurde das Unternehmen in der Rechtsform einer GmbH neu gegründet, Zweitausendeins übernahm den Vertrieb. Diese Zusammenarbeit hielt sechs Jahre, dann kündigte Schröder sie wegen inhaltlicher und ökonomischer Differenzen auf. Seit 1981 arbeitete Schröders Lebensgefährtin Barbara Kalender mit im Verlag. 1982 konnte das Programm wieder im Buchhandel vertrieben werden. 1987 erlitt Jörg Schröder jedoch zwei Herzinfarkte, der Verlag musste liquidiert werden. Das umfangreiche Verlagsarchiv, das das Deutsche Literaturarchiv Marbach übernahm, gehört zu den meistbenutzten Archiven zur Geschichte der deutschen Nachkriegsliteratur und der 68er-Bewegung.
Neben seiner Tätigkeit als Verleger, Buchgestalter und Schriftsteller trat Jörg Schröder mit zahlreichen Aktionen hervor. Unter anderem gründete er 1970 in Genf als S.A. und in Frankfurt a. M. als GmbH die Bismarc Media. Diese kryptische Agentur sollte weder anschlussfähige Konzepte entwickeln, noch Kundenaufträge ausführen. Einziger Sinn war die Einführung einer induktiven Krise, die den Bann des reinen Profitdenkens brechen sollte.

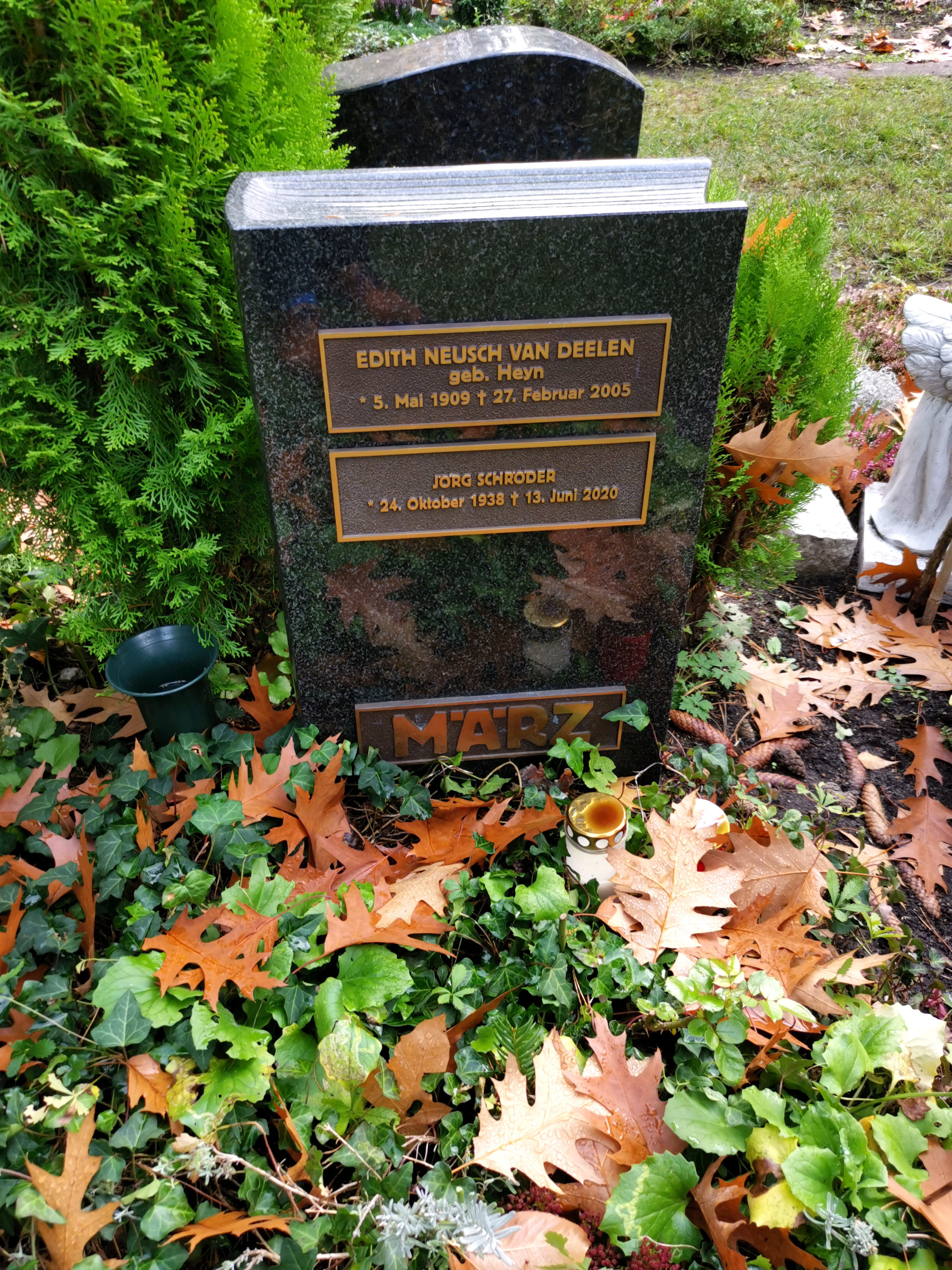
Grab auf dem Friedhof Pankow III, Feld 33 U-537

Zusammen mit Kalender entwarf Schröder die März-Stände für die Frankfurter Buchmesse, darunter vor allem den Bücherberg. Eine weitere Aktion, die er mit Kalender organisierte, war der März-Rettungsdienst von Barbara Kalender. Clou der Aktion war der Schuhe putzende Verleger auf der Buchmesse. Der Aufmerksamkeitswert dieser Aktion war beachtlich, jedoch reichten die damit erzielten Umsätze nicht zur Sanierung aus, der Verlag musste 1987 liquidiert werden.
Seine gemeinsamen Aktionen mit Kalender hatten zum Ziel, das Geschäftliche an und in der Kultur hervorzukehren oder die Praxis der Judikatur ad absurdum zu führen (Forensic Art). In diesem Zusammenhang ist auch das letzte Literaturprojekt zu sehen: 1990 entwickelte Jörg Schröder zusammen mit Barbara Kalender ein neuartiges Vertriebskonzept, die Desktop-Reihe Schröder erzählt im neu gegründeten März Desktop Verlag von Barbara Kalender.
Ab Juni 2006 veröffentlichte Schröder und Kalender zusammen insgesamt mehr als 1.400 Beiträge in ihrem Autorenblog in der taz.
Jörg Schröder starb am 13. Juni 2020 im Alter von 81 Jahren in Berlin. Sein Grab befindet sich auf dem Friedhof Pankow III.

## Bücher im März Verlag (Auswahl)
| - Günter Amendt: Sexfront (1970), - Thomas Bayrle: Feuer im Weizen (1970), - Siegfried Bernfeld: Antiautoritäre Erziehung und Psychoanalyse, 3 Bde., (1969), - Ted Berrigan: Guillaume Apollinaire ist tot (1970), Rolf Dieter Brinkmann (Hrsg., Übers.), - Andreas Biss: Wir hielten die Vernichtung an: Kampf gegen die Endlösung 1944 (1985) - Paulus Böhmer: Aktionen auf der äußeren Rinde (1972), - Joe Brainard: 1984 – Comics (1983), - Rolf Dieter Brinkmann, Ralf Rainer Rygulla (Hrsg.): Acid – Neue amerikanische Szene (1969), - Carlos Castaneda: Die Lehren des Don Juan (1972), - Peter O. Chotjewitz: Vom Leben und Lernen (1969), - Hans Henning Claer: Laß jucken Kumpel (1971), Das Bullenkloster (1972), Bei Oma brennt noch Licht (1979), - Leonard Cohen: Schöne Verlierer (1970), Blumen für Hitler (1971), Das Lieblingsspiel (1972). - Huguette Couffignal: Die Küche der Armen (1977) - Jan Cremer: Ich Jan Cremer 2 Bde. (Neuausgabe 1977), Made in USA (1969), - Robert Crumb: Headcomix (1970), - Basil Davidson: Die Befreiung Guineas (1970), - Alfred Demarc (d. i. Alfred von Meysenbug): Lucys Lustbuch (1971) (beschlagnahmt), - Karin Reese (Hrsg.): DIG Neue Bewußtseinsmodelle (1970), - Jim Dine: Gedichte und Zeichnungen (1971), - Isabelle Eberhardt: Sandmeere, 4 Bde./2. Bde. (1981), - Ralph Ellison: Unsichtbar, 1984. - Frantz Fanon: Für eine afrikanische Revolution (1972), - Leslie Fiedler: Die Rückkehr des verschwundenen Amerikaners (1970), - Vera Figner: Freiheit oder Tod: Nacht über Rußland (1978), - John Giorno: Cunt (1969), - Pierre Goldmann: Dunkle Erinnerungen eines in Frankreich geborenen polnischen Juden (1980) - Heinrich Hannover: Die Birnendiebe vom Bodensee (1970), Der müde Polizist (1972), - Florian Havemann: Auszüge aus den Tafeln des Schicksals (1979), - Gunnar Heinsohn und Otto Steiger: Die Vernichtung der weisen Frauen (1985), - Ernst Herhaus: Notizen während der Abschaffung des Denkens (1970) - David Horowitz (Hrsg.): Strategien der Konterrevolution (1969), Big Business und kalter Krieg (1971) - Leroi Jones: Schwarze Musik (1970), - Anna Kavan: Julia und die Bazooka (1983), - Ken Kesey: Einer flog über das Kuckucksnest (1971), Manchmal ein großes Verlangen (1985), | - Wladimir Korolenko: Die Geschichte meines Zeitgenossen (1970), - Esteban López: Liebe und Tarot (1972), - Erhard Lucas: Märzrevolution im Ruhrgebiet (1970), - Michael McClure: Dunkelbraun (1970), - Svend Åge Madsen: Lüste und Leichen (1969), - Gerard Malanga: Selbstportrait eines Dichters (1970), - Harry Mathews: Zlahn (1970), - Renate Matthaei (Hrsg.): Trivialmythen (1970), - Rolf Eckart John (Hrsg.): Mondstrip: Neue englische Prosa (1971), - Willi Münzenberg: Propaganda als Waffe (1972), - Gustavus Myers: Die großen amerikanischen Vermögen (1969), - Jan Myrdal: Die albanische Herausforderung (1971), - Wolfgang Neuss und Gaston Salvatore: Der Mann mit der Pauke (1981), - Hermann Nitsch: Orgien Mysterien Theater (1969), - Kenneth Patchen: Erinnerungen eines schüchternen Pornographen (1977), Schläfer erwacht (1983), - Hermann Peter Piwitt: Das Bein des Bergmanns Wu (1971), - Gunter Rambow: Doris (1970) (beschlagnahmt) - Irving Rosenthal: Schöps (1969), - Hartmut Sander, Ulrich Christians: Subkultur Berlin (1969), - Einar Schlereth und Batjo Daeng Bintang: Indonesien. Analyse eines Massakers (1970), - Gunter Schmidt: Das große DER DIE DAS – Über das Sexuelle (1986), - Uve Schmidt: Ende einer Ehe (1978), - Christian Schultz-Gerstein: Der Doppelkopf (1979), - Günter Seuren: Abdecker (1970), - Upton Sinclair: Boston (1978), Der Dschungel (1980), Am Fließband – Mr. Ford und sein Knecht Shutt (1983), Öl! (1984), - Edgar Snow: Roter Stern über China (1969), - Valerie Solanas: Manifest der Gesellschaft zur Vernichtung der Männer (1969), - Augustin Souchy: Anarcho-Syndikalisten: Über Bürgerkrieg und Revolution in Spanien (1969) - Parker Tyler: Underground Film (1970), - Jules Vallès: Jacques Vingtras (1970), - Bernward Vesper, Jörg Schröder (Hrsg.): Die Reise (1977); Die Reise: Ausgabe letzter Hand (1979, 2005), - Colin Wilson: Das Okkulte (1982), - Gerhard Zwerenz: Kopf und Bauch (Neuausgabe 2005) |

## Veröffentlichungen

### Als Autor
- mit Ernst Herhaus: Siegfried. März, Frankfurt am Main 1972. Ab 1975 nur gerichtlich zensierte Ausgaben: März bei Zweitausendeins, 1975 bis 1981; März, Herbstein 1982; Rowohlt Taschenbuchverlag, Reinbek 1983; Verlag am Galgenberg, Hamburg 1990, Area, Erftstadt 2004; Verlag Schöffling & Co., Frankfurt 2018 mit einem Anhang: Das ganze Leben · Jörg Schröders Vita aufgezeichnet von Barbara Kalender (173 Seiten mit zahlreichen Abbildungen),  insgesamt 544 Seiten. Gesamtauflage 105 Tsd.
- mit Uwe Nettelbeck: Cosmic, Verlag Die Republik, 1982 (Frühjahr); März, Herbstein 1982 (Herbst), ISBN 3-88880-001-3.
- mit Barbara Kalender: Schröder erzählt, 1. bis 26. Folge (weiße Serie), März Desktop Verlag, Fuchstal-Leeder, 1990–1996, 27. bis 40. Folge (weiße Serie), März Desktop Verlag, Augsburg, 1996–2000, 1. bis 7. Folge (schwarze Serie) März Desktop Verlag, Augsburg, 2000–2005. 8. bis 14. Folge (schwarze Serie) März Desktop Verlag, Berlin, 2005 bis 2009.[7]
- mit Jan-Frederik Bandel und Barbara Kalender: Immer radikal, niemals konsequent. Der März Verlag – erweitertes Verlegertum, postmoderne Literatur und Business Art. Philo Fine Arts, Hamburg 2011, ISBN 978-3-86572-665-0.
- mit Barbara Kalender: Kriemhilds Lache. Neue Erzählungen aus dem Leben. Verbrecher Verlag, Berlin 2013, ISBN 978-3-943167-39-9.

### Als Herausgeber
- Texte und Marginalien. Verlagsalmanach, Joseph Melzer Verlag, Darmstadt 1968.
- März-Texte 1. März, Darmstadt 1969.
- Bernward Vesper: Die Reise. Nach dem Romanfragment bearbeitet und herausgegeben. März Verlag, Jossa 1977.
- Bernward Vesper: Die Reise – Ausgabe letzter Hand. Nach dem Romanfragment bearbeitet und herausgegeben. März, Jossa 1979. Spätere Lizenzausgaben im Rowohlt Taschenbuch Verlag und im Area Verlag
- Peter Kuper: Hamlet. Nach Tonbandaufnahmen bearbeitet und herausgegeben. März, Berlin und Jossa 1980.
- Mammut. März-Texte 1 & 2. März, Herbstein 1984, ISBN 3-88880-032-3.

### Als Übersetzer
- Upton Sinclair: Am Fließband. Mr. Ford und sein Knecht Shut. Aus dem Amerikanischen von Walter Paul (Pseudonym). März, Berlin 1983.
- Colin Wilson: Die Seelenfresser. Aus dem Amerikanischen (nach einer Rohübersetzung von Johannes Piron) mit einigen Textimprovisationen (zusammen mit Barbara Kalender). März, 1983.
- Andy Warhol: Nachdem sie mich niedergeschossen hatte, drehte sich Valerie um und schoß auf Mario Amaya. Aus dem Amerikanischen. In: Mammut. März-Texte 1 & 2. März, Herbstein 1984.
- Jimmy Schuyler, Joe Brainard: Unsere neue Zeit. Aus dem Amerikanischen, In: Mammut.

### Als Drehbuchautor
- Immobilien, Drehbuch mit Otto Jägersberg, Fernsehspiel der Gegenwart, ZDF. „… ein Faßbinder für feine Leute“, Dorothea Roth, Süddeutsche Zeitung, 1973.
- Die März Akte – Einblicke in die Literaturszene. Spieldokumentation, Konzeption: Jörg Schröder und Barbara Kalender. 90 Min. mit Jörg Schröder, Barbara Kalender und Horst Tomayer sowie Mathias Bröckers, Henryk M. Broder, Daniel Cohn-Bendit, Gerd Haffmans, Christian Klippel, Winfried Kumetat, Abraham Melzer, Reinhold Neven DuMont, Klaus G. Saur, Uve Schmidt, Christian Schultz-Gerstein, Matthias Wegner, Karl Dietrich Wolff. 90 Minuten, Bayerischer Rundfunk, 1985 Grimme-Preis 1986. DVD plus Extras: Gespräch mit Mathias Bröckers über ›Schröder erzählt‹ und ›Die MÄRZ-Rolle‹ mit den 154 Umschlägen der MÄRZ-Erstausgaben, absolut medien, Berlin, 2007, ISBN 978-3-89848-094-9.

### Als Gestalter (Auswahl)
- Für den Joseph Melzer Verlag gestaltete Jörg Schröder zahlreiche Schutzumschläge, für die Geschichte der O nahm er Japanpapier.
- Für den März Verlag entwarf Jörg Schröder das gelb-rot-schwarze Erscheinungsbild der März-Cover und sämtliche Drucksachen des Verlags (siehe Hans Peter Willberg in: Sonderveröffentlichungen der PWA)
- Für die deutsche Olympia Press entwarf Jörg Schröder das Oval mit wechselnden unzüchtigen Abbildungen.
- Jörg Schröder übernahm zusammen mit R. D. Brinkmann und R. R. Rygulla die Gesamtgestaltung des großen März-Pilotbuches ACID.
- Zusammen mit Barbara Kalender gestaltete er die Anthologie Mammut. März-Texte 1 & 2.
- Er gestaltete die typographische Adaption von Kenneth Patchens Schläfer erwacht.
- Für die Buchmessen 1984 bis 1986 entwarf er mit Barbara Kalender den Bücherberg, welcher medial gerne zur Eröffnung de Buchmesse in Erscheinung trat.

### Als Aktions- und Konzeptkünstler (Auswahl)
- 1969 Kranichstein, Bürgerinitiative Langer Ludwig (Aktion und Forensic-Art):

Bei dem Darmstädter Olympia-Press-Prozess im Jahr 1969 ging es vordergründig um die Anklage gegen den Verleger Jörg Schröder wegen Verbreitung pornographischer Schriften. Tatsächlich handelte es sich jedoch um einen Musterprozess. Deshalb initiierte Jörg Schröder parallel zum Prozess die sogenannte „Kranichsteiner Pressekonferenz“ mit Lese-Performance und Filmvorführung. Gleichzeitig rief Schröder die ironische Bürgerinitiative „Rettet den langen Ludwig“ ins Leben. Schröder wurde im Prozess freigesprochen.
- 1970 Lenin-Sonderbriefmarke (Aktion)
- 1971 Bismarc Media (Business Art): Im Jahr 1970 von Jörg Schröder in Genf als S.A. und in Frankfurt a. M. als GmbH gegründet. Die kryptische Bismrc Media Agentur „sollte weder anschlußfähige Konzepte entwickeln, noch Kundenaufträge ausführen. Einziger Sinn war die Einführung einer induktiven Krise, die den Bann des reinen Profitdenkens brechen sollte“.
- 1986 März Rettungsdienst mit Schuhputz (Business Art): Diedrich Diederichsen: „Die beste Rettungsanzeige seit der Bergpredigt…“

## Ausstellungen
- 1998: Protest! Literatur um 1968. Eine Ausstellung des Deutschen Literaturarchivs im Verbindung mit dem Germanistischen Seminar der Universität Heidelberg und dem Deutschen Rundfunkarchiv im Schiller-Nationalmuseum Marbach am Neckar (mit einem Kapitel über den MÄRZ Verlag). Marbacher Kataloge 51. ISBN 3-929146-69-X
- 2009/210: Barbara Kalender, Jörg Schröder – 40 Jahre März Verlag. Neuer Berliner Kunstverein  (n.b.k.) Berlin.
- 2019: Politische Literatur & unpolitische Kunst. 50 Jahre MÄRZ Verlag – 100 Jahre Karl Quarch Verlag. Bibliotheca Albertina, Universitätsbibliothek Leipzig.